# Pero de Barcelos
Pêro de Barcelos (Barcelos, ? — Angra, 1508), referido por vezes como Pedro de Barcelos, foi um navegador português que explorou as costas da América do Norte nos séculos XV/XVI. Juntamente com João Fernandes Lavrador, foram os primeiros a avistar a Costa de Labrador na América do Norte em 1492.